# جوزف بیلینگتون
جوزف بیلینگتون (انگلیسی: Joseph Billington؛ زادهٔ) بازیکن فوتبال اهل بریتانیا است.
از باشگاه‌هایی که در آن بازی کرده‌است می‌توان به باشگاه فوتبال بلکپول اشاره کرد.